# Carine Mbuh Ndoum Yoh
Carine Mbuh Ndoum Yoh (* 10. April 1993 in Bamenda, Nord-Ouest) ist eine kamerunische Fußballspielerin.

## Karriere

### Verein
Carine Mbuh Ndoum Yoh startete ihre Karriere bei Damas Gentiles Ladies de Bamenda. Zur Saison 2010 wechselte sie aus ihrer Heimatstadt Bamenda, in die Championnat de Division 1 zu Franck Rohlicek. Im September 2012 wechselte sie zum nigerianischen Erstligisten Bayelsa Queens, wo sie mit ihren Nationalmannschaftskolleginnen Perial Ndengue, Isis Amareillle Sonkeng und Jacqueline Ada spielt.

### Nationalmannschaft
Yoh stand auch im vorläufigen Kader für die Olympischen Sommerspiele 2012, schaffte es allerdings nicht in den endgültigen Turnierkader.